# Klam
Klam ist eine Marktgemeinde in Oberösterreich im Bezirk Perg im Mühlviertel mit 961 Einwohnern (Stand 1. Jänner 2024). Die Gemeinde gehört seit 1. Jänner 2003 zum Gerichtsbezirk Perg mit dem zuständigen Bezirksgericht in Perg.

## Geografie

### Geologie, Gemeindegebiet, Klima
Klam liegt auf 284 m ü. A. im Mühlviertel am Rand des Böhmischen Massivs. Unter geologischen und geomorphologischen Gesichtspunkten gehört Klam überwiegend zur oberösterreichischen Raumeinheit Südliche Mühlviertler Randlagen. Klam ist der Hauptort des Klamer Beckens. Derartige Absenkungen sind entlang geologischer Bruchlinien entstanden und teilweise mit Ablagerungen gefüllt. Die Ausdehnung des Gemeindegebiets beträgt von Nord nach Süd 4,5 Kilometer, von West nach Ost 3,7 Kilometer. Die Gesamtfläche beträgt 8,36 Quadratkilometer. Davon sind 30 Prozent bewaldet, 61 Prozent der Fläche werden landwirtschaftlich genutzt.
Das Klima im Klamer Becken ist im Vergleich zur eher rauen Klimazone des östlichen Mühlviertels begünstigt. Der Jahresdurchschnitt der Temperatur bewegt sich zwischen 8 und 9 Grad Celsius. Die durchschnittliche jährliche Niederschlagsmenge liegt zwischen 800 und 900 Millimeter. Nach Langzeitmessungen besteht 46 Tage im Jahr eine geschlossene Schneedecke. Die Beckenlage begünstigt häufig Nebel und Frost.

### Gewässer, Naturdenkmäler
Durch Klam fließt der zum Gewässernetz der Naarn (Fluss) gehörende Klambach, der zwischen Klam und Saxen die Klamschlucht bildet. Zuflüsse des Klambachs auf dem Gemeindegebiet sind der Eichbach und das Bäckerbachl. Zu Beginn der Klamschlucht befindet sich das Naturdenkmal Leonstein, eine für die Region typische Wollsackverwitterung. Weitere im Naturschutzbuch der oberösterreichischen Landesregierung eingetragene Naturdenkmäler sind die Kirchenlinde auf dem Marktplatz in Klam und die Burgeiche von Clam.

### Gemeindegliederung
| Katastralgemeinden | Ortschaften in der Gemeinde |
| ------------------ | --- |
| Clam (8,36 km²)    | Achatzberg (D) · Gauning (ZH) · Klam (M) · Letten (E) · Linden (R) · Niederkalmberg (ZH) · Oberhörnbach (D) · Sperken (R) · Unterhörnbach (R) |
| Legende            | |

| In der Spalte Katastralgemeinden sind sämtliche Katastralgemeinden einer Gemeinde angeführt. In der Klammer ist die jeweilige Fläche in km² angegeben. |
| In der Spalte Ortschaften sind sämtliche von der Statistik Austria erfassten Siedlungen, die auch eine eigene Ortschaftskennziffer aufweisen, angeführt. In der Hierarchieebene derselben Spalte, rechts eingerückt, werden nur Ansiedlungen, die mindestens aus mehreren Häusern bestehen, dargestellt. Die wichtigsten der verwendeten Abkürzungen sind: - M = Hauptort der Gemeinde - Stt = Stadtteil - R = Rotte - W = Weiler - D = Dorf - ZH = Zerstreute Häuser - Sdlg = Siedlung - Hgr = Häusergruppe - E = Einzelgehöft (nur wenn sie eine eigene Ortschaftskennziffer haben) Die komplette Liste der Statistik Austria ist in: Topographische Siedlungskennzeichnung nach STAT Zu beachten ist, dass manche Orte unterschiedliche Schreibweisen haben können. So können sich Katastralgemeinden anders schreiben als gleichnamige Ortschaften bzw. Gemeinden. Quelle: Statistik Austria – |

Das Gemeindegebiet umfasst folgende Ortschaften (in Klammern Einwohnerzahl Stand 1. Jänner 2024):
- Achatzberg (155)
- Gauning (8)
- Klam (327)
- Letten (5)
- Linden (115)
- Niederkalmberg (45)
- Oberhörnbach (65)
- Sperken (188)
- Unterhörnbach (53)

### Nachbargemeinden
| Münzbach       |                                             | Bad Kreuzen |
| Baumgartenberg | Kompassrose, die auf Nachbargemeinden zeigt | Grein       |
|                | Saxen                                       |             |

## Geschichte
Im Tal des Klambaches fanden sich Spuren alt- und jungsteinzeitlichen Besiedelung wie beispielsweise eine Feuersteinklinge und mehrere Steinbeile. Auf diese Zeit werden auch die Reste des Burgstalles datiert.
Während der Römerzeit lag die Gegend um Klam nur wenige Kilometer nördlich der Grenze der Provinz Noricum, die in diesem Bereich vom Limes beziehungsweise von der Donau gebildet wurde , knapp innerhalb der 7,5 Kilometer breiten Pufferzone zwischen Römern und Barbaren. Das römische Kastell Adiuvense (Wallsee) lagen in Sichtweite. Siedlungsspuren aus dieser Zeit sind auf dem Gebiet der Gemeinde Klam nicht nachweisbar.
Der sprachliche Einfluss der slawischen und baierischen Siedlungstätigkeit im 7. und 8. Jahrhundert ist verschiedentlich in den Bauernhof- und Ortschaftsbezeichnungen erhalten geblieben. Die Gegend um Klam war ursprünglich im Ostteil des Herzogtums Bayern gelegen und gehörte ab dem 9. Jahrhundert zur Awarenmark.
Zur Zeit der Babenberger lagen Klam in der Markgrafschaft beziehungsweise später im Herzogtum Österreich im Machlandviertel sowie im Gebiet der Herren von Perg. 1149 wurde die Burg Clam als Besitz des Otto von Machland erstmals erwähnt. Zu dieser Zeit begann auch die Entwicklung des Markts unterhalb des Schlosses. Auch die Ortsbezeichnungen Letten, Achatzberg und Kalmberg traten zu dieser Zeit erstmals auf.
In einer Urkunde von 7. März 1365 wird „das dorf gelegen under Clamm, genannt der markcht“. Der Markt Klam erlebte seine Blütezeit im 13. und 14. Jahrhundert, wobei er zu dieser Zeit bereits 60 Häuser zählte. Der älteste erhalten gebliebene Freibrief (Marktrecht) stammt von Herzog Albrecht III. (Österreich) aus dem Jahre 1384. Die Burg wurde mehrmals angegriffen, konnte aber nie eingenommen werden. Dies gelang weder den Hussiten, die 1422 das unter der Burg liegende Dorf verwüsteten, noch den Ungarn 1487 unter Matthias Corvinus.
1531 brannte der Markt bis auf 10 Häuser auf Grund eines Blitzschlages ab. Viele Bürger und Handwerker verließen daraufhin den Markt und machten sich anderswo sesshaft. 1636 wurde vom neuen Burgherren Johann Gottfried Perger zu Clam eine Marktchronik angelegt und 1637 wurden die alten Marktrechte aus dem Jahr 1384 von Kaiser Ferdinand bestätigt. 1646 errichtete der Burgherr eine Spitalstiftung und ließ das Armen- oder St. Anna-Haus errichten. 1654 stellte der Burgherr den Creuzpöckhischen Luss für den Anbau von Kraut zur Verfügung, der in 31 Teile geteilt und auf die Bewohner des Marktes aufgeteilt wurde. Perger ließ schließlich von 1659 bis 1664 die Kirche erbauen, bevor er 1673 verstarb.
Während der Regentschaft von Kaiserin Maria Theresia und deren Mitregenten Joseph II. wurden 1771 die Ortschaften mit Hausnummern als Ergänzung der bis dahin ausschließlich mit Hausnamen bezeichneten Häuser eingeführt. Im Josephinischen Lagebuch wurden die Katastralgemeinden genau beschrieben und als Grundlage für die Besteuerung herangezogen.
Nach der Revolution von 1848/49  kam es zur Auflösung der Grundherrschaften und zur Bildung der Gemeinde Klam, der damals die Ortschaften Achatsberg, Gauning, Linden Ober- und Unterhörnbach sowie Sperken angehörten. Niederkalmberg kam erst am 14. Jänner 1877 zu Klam. Zwischen 1869 und 1908 kaufte der Besitzer der Burg Clam in den Rotten Gauning und Sperken 36 Häuser auf und ließ diese großteils für die Schaffung eines Tierparks schleifen. Durch den Verkauf der Häuser sank die Einwohnerzahl von 770 auf 645 ab. Der Tierpark wurde am Ende des Ersten Weltkriegs wieder aufgelassen. Seit 1918 gehört der Ort zum Bundesland Oberösterreich.
Die beiden Weltkriege forderten in Klam 40 Gefallene und 14 Vermisste. Nach dem Anschluss Österreichs an das Deutsche Reich am 13. März 1938 gehörte der Ort zum Gau Oberdonau. Nach 1945 erfolgte die Wiederherstellung Oberösterreichs. 1945 lag Klam kurze Zeit in der amerikanischen und ab 9. Mai 1945 bis 1955 in der sowjetischen Besatzungszone.
Nach dem Krieg setzte der wirtschaftliche Aufschwung ein, verbunden mit zahlreichen öffentlichen und privaten Investitionen in die Infrastruktur des Ortes und in die Bausubstanz der Häuser. 1965 erwarb die Marktgemeinde den Rohbau des jetzigen Amtsgebäudes, in dem neben der Gemeindeverwaltung das Postamt und das Feuerwehrzeughaus untergebracht sind. Im Jahre 2002 wurde das Postamt Klam geschlossen.
Überregionale Bekanntheit erlangte der Ort ab den 1990er-Jahren durch Open-Air-Konzerte im Rahmen von Clam Concerts mit international bekannten Persönlichkeiten auf dem Burgareal.

## Bevölkerung

### Bevölkerungsstruktur nach Geschlecht, Alter und Bildung
Die Marktgemeinde Klam hatte am 1. Jänner 2011 931 Einwohner, davon 480 Männer und 451 Frauen. Die grobe Altersstruktur der Klamer Bevölkerung zum 1. Jänner 2011 zeigt, dass 66,4 % der Klamer über 15 und unter 65 Jahre alt sind. Mit 21,2 % ist mehr als ein Fünftel der Bevölkerung jünger und mit 12,5 % ein Achtel der Bevölkerung älter.
Von den 608 Klamern, die 2001 über 15 Jahre alt waren, sind 307 beziehungsweise 50,5 % Frauen. 18 Klamer, das sind 2,9 % der über Fünfzehnjährigen, haben den Abschluss einer Universität, Fachhochschule oder Akademie, der Frauenanteil liegt bei 55,5 %. Weitere 55 Klamer, das sind 9,1 % der relevanten Bevölkerungsgruppe, haben die Matura, hier liegt der Frauenanteil mit 41,8 % deutlich unter jenem der betreffenden Bevölkerungsgruppe. 312 Klamer, das sind mit 51,4 % mehr als die Hälfte der über Fünfzehnjährigen, haben eine Lehre oder berufsbildende mittlere Schule abgeschlossen, wobei der Frauenanteil 39,4 % beträgt. 223 oder 36,7 % der Klamer haben nur einen Pflichtschulabschluss. Darunter sind mehr als zwei Drittel Frauen.

### Herkunft und Sprache
97,9 % der Klamer sind österreichische Staatsbürger und 95,5 % wurden in Österreich geboren. 1,5 % der Klamer kommen aus anderen EU-Staaten, 0,2 % aus Nicht-EU-Staaten.
Der mittel- oder donaubairische Dialekt ist eine bairische Dialektform, die in ganz Oberösterreich verbreitet ist. Der ostösterreichische Zweig des Mittelbairischen geht auf die Mundart des durch die bairische Ostsiedlung entstandenen babenbergischen Herrschaftsgebietes Ostarrichi zurück.
Bei der Volkszählung 2001 haben 785 Personen (99,5 %) Deutsch als Umgangssprache angegeben, 3 (0,4 %) Kroatisch, 1 (0,1 %) eine sonstige Sprache.

### Religion
Bei der Volkszählung 2001 haben 758 Personen (96,1 %) römisch-katholisch als Religionsbekenntnis angegeben, 3 (0,4 %) islamisch, 8 (1,0 %) evangelisch, 1 (0,1 %) orthodox und 16 (0,4 %) sonstige Glaubensrichtungen. 19 (2,4 %) der Klamer haben sich zu keiner Religion bekannt. Die Bewohner von Klam werden von der römisch-katholischen Pfarre Klam betreut, die zu den Pfarren des Dekanates Grein zählt.

### Einwohnerentwicklung
Die Einwohnerzahl von Klam stieg ab 1869 zunächst und erreichte 1890 mit 770 Einwohnern einen Wert, der nach einer dann einsetzenden, stark rückläufigen Entwicklung mit einem Tiefpunkt bei 614 Einwohnern im Jahr 1951, erst im Jahr 2001 erstmals wieder übertroffen wurde. 2011 hatte der Markt 931 Einwohner.

## Kultur und Sehenswürdigkeiten

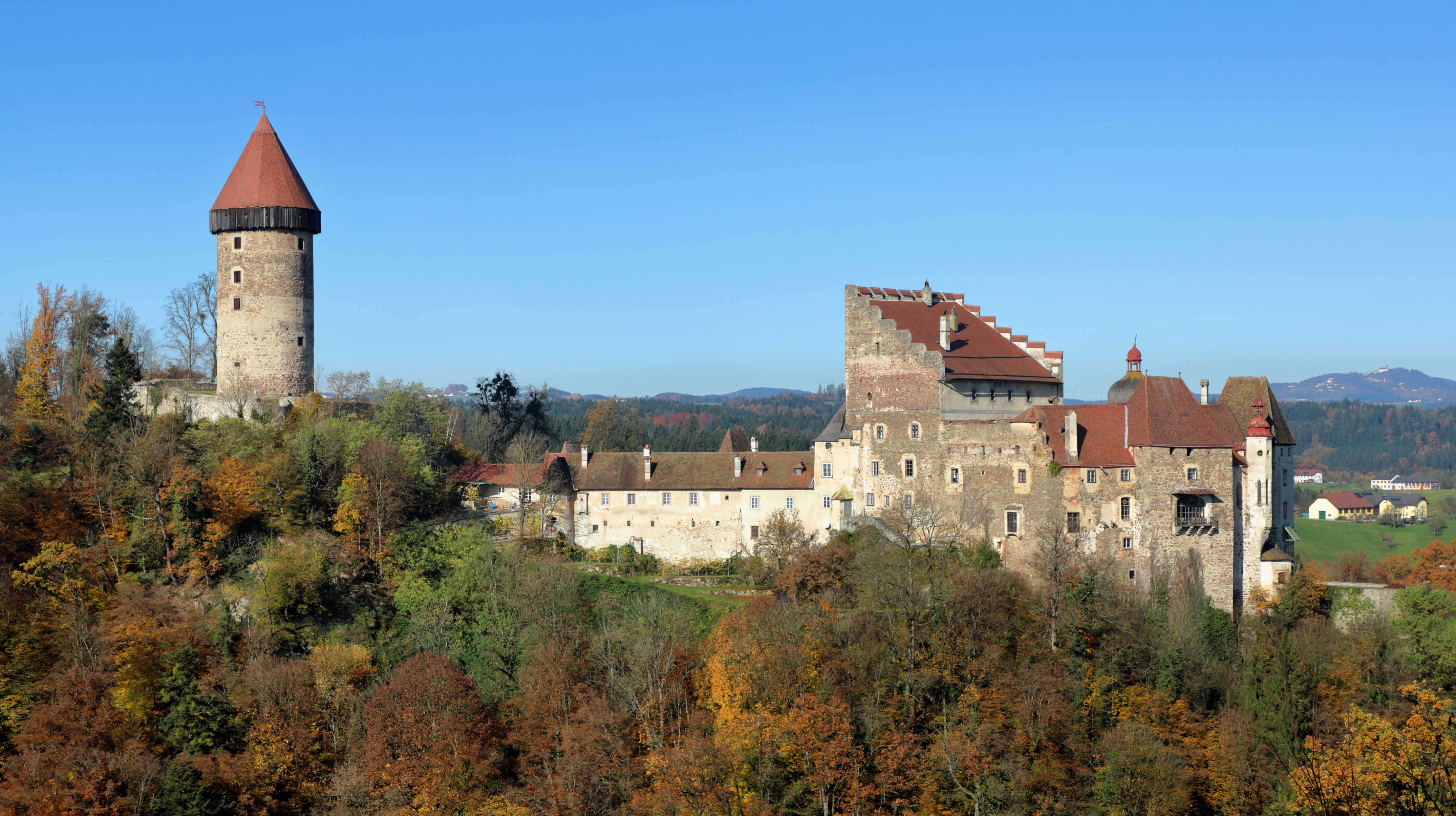
Burg Clam

- Katholische Pfarrkirche Klam Kreuzauffindung
- Burg Clam
- Sgraffito von Ernst Graner auf der Hammerschmiede (heute Elektrizitätswerk) in der Klamschlucht. Es zeigt Kastler bei dessen Arbeit
- Naturdenkmal Leonstein in der Klamschlucht
- Schwedenschanze von Achatzberg

## Wirtschaft und Infrastruktur
Die Marktgemeinde Klam ist eine von 18 Gemeinden der LEADER Region Strudengau.

### Beschäftigung und Einkommen
Die Anzahl der Arbeitsstätten in Klam stieg zwischen den beiden letzten Volkszählungen 1991 und 2001 um 15,0 % auf 23. Die Anzahl der Arbeitsplätze ging im selben Zeitraum um 8,2 % auf 67.
Klam bot 2001 für 32 außerhalb der Gemeinde wohnende Personen Arbeitsplätze, während 268 Klamer auswärts arbeiteten. Der überwiegende Teil der Einpendler kommt aus dem Bezirk Perg, ebenso bleibt der Großteil der Auspendler innerhalb der Grenzen des Bezirkes.
2001 waren 26,3 % der in Klam beschäftigten erwerbstätigen Personen in der Land- und Forstwirtschaft tätig. In Industrie, Gewerbe und Bauwesenwaren 2001 18,9 % beschäftigt. Der Anteil der Landwirtschaft ist gegenüber 1991 beziehungsweise 1981 deutlich zurückgegangen, ebenso jener von Industrie, Gewerbe und Bauwesen, während der Anteil der im Dienstleistungsbereich tätigen Personen deutlich gestiegen ist.

### Verkehr
Die Donauuferbahn und die Donau Straße B3 erschließen den Bezirk Perg in westöstlicher Richtung. Die Anschlüsse an diese beiden Verkehrswege in den Nachbargemeinden Baumgartenberg, Saxen und Grein sind nur wenige Kilometer von Klam entfernt.
Die nächsten Anschlussstellen an die Westautobahn befinden sich im Westen bei St. Valentin, Enns und Asten, im Süden in Oed und Amstetten West, sowie im Osten in Ybbs an der Donau, wobei die Anfahrtszeit in alle Richtungen durchschnittlich 30 Minuten in Anspruch nimmt. Klam wird von der aus Richtung Münzbach kommenden Landesstraße L 1423 in Nordsüdrichtung durchquert, die weiter nach Saxen führt. Von dieser zweigt in der Ortschaft Sperken eine Gemeindestraße ab, die in der Ortschaft Untergassolding in der Marktgemeinde Baumgartenberg in die Donau Straße (B3) mündet. Im Gemeindegebiet von Klam befinden sich einige Haltestellen von überregional verkehrenden Linienbussen.

## Politik
Bürgermeister ist seit 17. Oktober 2013 Johannes Achleitner von der ÖVP, nachdem Josef Fraundorfer als Bürgermeister aus gesundheitlichen Gründen zurückgetreten ist. Achleitner war einziger Kandidat, da SPÖ und FPÖ auf einen Kandidaten verzichteten. Er wurde vom Gemeinderat mit 8 Stimmen (5 Enthaltungen) gewählt.

### Bürgermeister von Klam
- Ignaz Achleitner (28. Juli 1850 bis 7. März 1861)
- Michael Eder (7. März 1861 bis 13. Juli 1873)
- Franz Achleitner (13. Juli 1873 bis 16. August 1879)
- Michael Eder (16. August 1879 bis 22. August 1882)
- Ignaz Achleitner (22. August 1882 bis 15. Juli 1894)
- Friedrich Pappel (15. Juli 1894 bis 30. Oktober 1900)
- Ignaz Achleitner (30. Oktober 1900 bis 16. Jänner 1908)
- Johann Hölzl (16. Jänner 1908 bis 1. Jänner 1913)
- Karl Weber (1. Jänner 1913 bis 8. Juli 1919)
- Ignaz Brandstätter (8. Juli 1919 bis 1. Jänner 1929)
- Ignaz Brandstetter (1. Jänner 1929 bis 1. Jänner 1942)
- Franz Robl (1. Jänner 1942 bis 25. November 1945)
- Michael Hochgatterer (25. November 1945 bis 22. Oktober 1961)
- Franz Robl (22. Jänner 1961 bis 7. Oktober 1979)
- Ing. Josef Achleitner (7. Oktober 1979 bis 16. Oktober 1990)
- Franz Prinz (16. Oktober 1990 bis 28. Jänner 1997)
- Josef Fraundorfer (28. Jänner 1997 bis 17. Oktober 2013)
- Johannes Achleitner (17. Oktober 2013 bis dato)[14]

### Gemeinderat
Die Gemeinderats- und Bürgermeisterwahlen finden alle sechs Jahre zusammen mit der Landtagswahl statt. 1945 erreichte die ÖVP mit 77,2 % der Stimmen die absolute Mehrheit, gefolgt von der SPÖ mit 20,3 % und der KPÖ mit 2,5 % der Stimmen. Seither bewegt sich der Stimmenanteil der ÖVP zwischen 82,7 % im Jahr 1955 und 45,5 % im Jahr 2009. Der Stimmanteil der SPÖ lag zwischen 12,9 % im Jahr 1985 und 34,6 % im Jahr 2009. Die FPÖ bzw. WdU bzw. FW erzielte, soweit sie antrat, zwischen 12,5 % im Jahr 2003 und 32,5 % im Jahr 1979. Weitere Parteien haben bei Gemeinderatswahlen in Klam nicht kandidiert.
Die Verteilung des Gemeinderats seit 1997 war wie folgt:
- Von 1997 bis 2003: 7 ÖVP, 4 FPÖ und 2 SPÖ.[16]
- Von 2003 bis 2009: 8 ÖVP, 4 SPÖ und 1 FPÖ.[17]
- Von 2009 bis 2015: 6 ÖVP, 5 SPÖ und 2 FPÖ.[18]
- Von 2015 bis 2021: 7 ÖVP, 3 FPÖ und 3 SPÖ.[19]
- Seit 2021: 7 ÖVP, 3 SPÖ und 3 FPÖ.[20]

### Wappen
Offizielle Blasonierung des Gemeindewappens: In Gold eine aus zwei naturfarbenen (graugrünen) zackigen Felsen gebildete Schlucht (Klamm) mit einem silbernen, schräglinks zum Schildfuß herabfließenden, gewellten Bach, überhöht von einem Schildchen mit dem oberösterreichischen Landeswappen. Die 1979 verliehenen Gemeindefarben sind Rot-Gelb.
Wann das Wappen verliehen wurde, ist nicht bekannt. Eine Beschreibung findet sich in der 1636 begonnenen Marktchronik, das Wappen des Landes ob der Enns wurde von Gottfried von Clam durch sein Familienwappen ersetzt, was 1939 wieder rückgängig gemacht wurde.
Das Wappen stellt als redendes Wappen den Namen und die Lage des Marktes dar. Der oberösterreichische Wappenschild geht vermutlich auf die Herren von Machland, die früheren Inhaber von Burg Clam, zurück, deren Stammwappen vermutlich als Vorlage für das Wappen des Landes ob der Enns gedient hat.

## Persönlichkeiten

### Ehrenbürger der Gemeinde
- 1955: Karl Fischer, langjähriger Volksschuldirektor
- 1955: Ignaz Brandstetter, langjähriger Bürgermeister
- 1955: Georg Clam Martinic (1908–2000)
- 1955: Felix Kern (1892–1955), Landeshauptmann-Stellvertreter
- 1979: Ferdinand Fürthauer, Pfarrer von Klam von 1958 bis 1996
- 1982: Franz Robl, langjähriger Bürgermeister und Vizebürgermeister

### Söhne und Töchter der Gemeinde
- Ignaz Woisetschläger (1881–1936), Maurermeister, Politiker und Abgeordneter zum Landtag
- Hans Kastler (* 1931 in Klam), österreichischer Bildhauer

### Mit der Gemeinde verbundene Persönlichkeiten
- Familie Clam-Martinic mit bedeutenden Vertretern wie Heinrich Clam-Martinic und Georg Clam Martinic
- Ernst Graner (1865–1943), Aquarellist aus Wien, war mit Maria Kastler, der Tochter des Hammerschmieds Kastler verheiratet.
- Sieglinde Grüll (1942–2017), Pädagogin und Autorin
- Herren von Perg und Machland
- August Strindberg (1849–1912), schwedischer Schriftsteller und Künstler, lebte Mitte der 1890er Jahre zeitweise im Ort